# Anthurium eggersii
Espèce
Classification phylogénétique
Statut de conservation UICN

 CR A4c; B1ab(iii) : 
En danger critique
Anthurium eggersii est une espèce de plante de la famille des Araceae.
Elle habite les forêts tropicales humides en plaine.
Elle est menacée par la perte de son habitat.

## Distribution
Anthurium eggersii est endémique d'Équateur.